# Pedivigliano

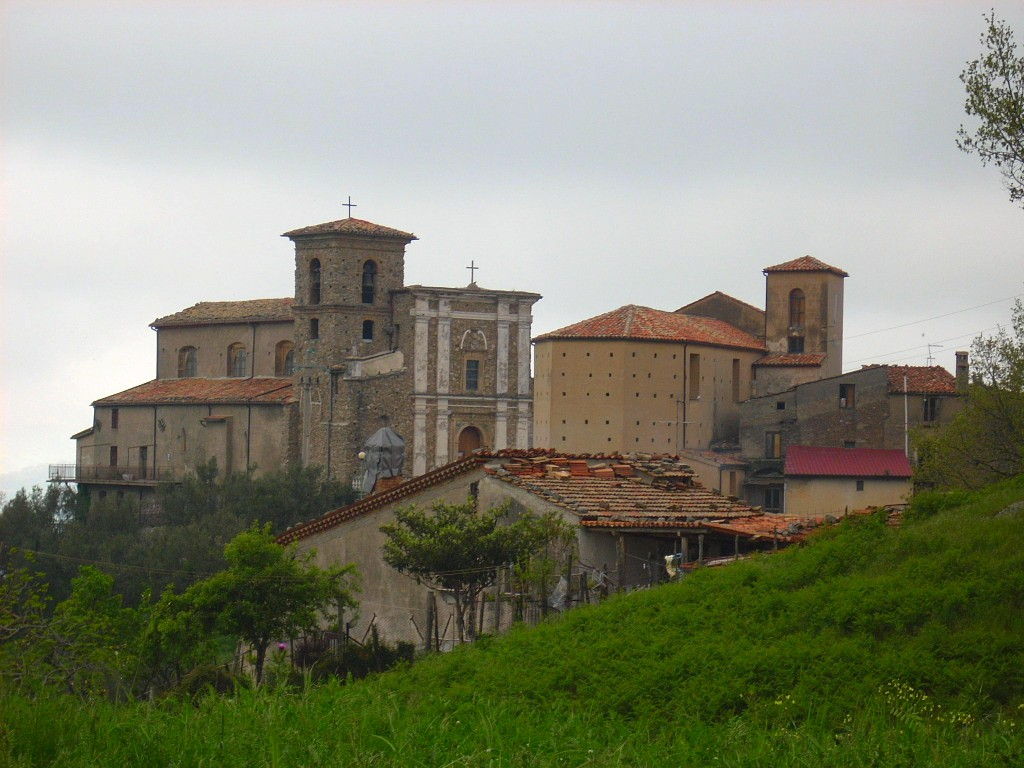
Kirchen in Pedivigliano

Pedivigliano ist eine Gemeinde mit 730 Einwohnern (Stand 31. Dezember 2023) in der Provinz Cosenza in Kalabrien. 
Das Gebiet der Gemeinde liegt auf einer Höhe von 598 m über dem Meeresspiegel und umfasst eine Fläche von 51 km². Pedivigliano liegt etwa 40 km südlich von Cosenza. Die Nachbargemeinden sind Altilia, Colosimi, Decollatura (CZ), Motta Santa Lucia (CZ), Scigliano und Soveria Mannelli (CZ).
Der Ort wurde in der ersten Hälfte des 16. Jahrhunderts gegründet.